# Aughton (West Lancashire)
Aughton è un villaggio e parrocchia civile dell'Inghilterra, appartenente alla contea del Lancashire.